# Lerista labialis
Lerista labialis este o specie de șopârle din genul Lerista, familia Scincidae, descrisă de Storr 1971. Conform Catalogue of Life specia Lerista labialis nu are subspecii cunoscute.